# Кладово
Кладово је градско насеље и седиште истоимене општине у Борском округу. Према попису из 2022. било је 8.171 становника. Кладово се налази на десној обали Дунава преко пута румунске Скеле Кладовеј.
На тлу данашњег насеља постоје реликти праисторијског станишта — остава кремених ножева повезана са продором културе из јужноруских степа током 3. миленијума п. н. е. и остава бронзаних ножева из старијег гвозденог доба. Под српском управом у континуитету је почев од 1833.
Важан је транзитни и туристички центар и седиште највећег произвођача електричне енергије. Значајан део становништва живи и ради у земљама западне Европе. Његови житељи конзументи су српског, влашког, цинцарског, ромског, бугарског, црногорског али и прехришћанског културног наслеђа. У Кладову већ век и по живе Пемци, потомци словачких и чешких досељеника и неколицина породица немачког и мађарског порекла, овде осталих још из времена изградње Сипског канала.

## Етимологија
Име насеља могло би проистицати од старословенских термина класти, кладати- стављати, полагати, метати, што води до термина клас израђати, руских кладоваја- смочница, остава, спремиште, клад- пртљаг, терет, или на српском језику склад, складиште.
Познато је да је руско племе Северина насељавало подручје око Тамиша и Кладову оближње Черне, а један од њихових миграционих праваца током 7. века управо је водио са подручја данашње Румуније у унутрашњост Балкана. Кладово је столећима било идеална локација за истовар- претовар терета превожених Дунавом, за чим је потреба интензивирана услед ђердапских пловидбених препрека. Да давање имена по намени места није усамљен случај у окружењу говори и термин суседног Неготина, од латинске одреднице за пословно, тржно средиште. Словенски корени речи Кладово одржани су и у топонимима Кладоруп у Бугарској, Кладње у Хрватској, Кладањ у Босни, Кладурово у ђердапском залеђу, Кладово у Русији, североисточно од Москве, истоимено село и река у регији Темишвара, Румунија, затим Кладово у Републици Бујратији- Баргузински рејон, познато по пећинским цртежима из четвртог миленијума п.н.е, Кладово у предграђу Берлина, некадашње обитавалиште Лужичких Срба.

## Географија
Судбина Кладова, од настанка до данашњих дана, везана је за изузетно важан део дунавског пловног пута којим су исток и запад, север и југ столећима умрежавани у јединствени систем. Заслугом највећег градитеља античког Рима Аполодора Дамашког (60-130) овде су настали пловидбени канал и импозантни Трајанов мост. Године 101. цар Трајан, како би створио боље пловидбене услове наредио је изградњу канала 2,8 км узводно од старог Сипа. Римски канал био је дуг 3220 м, са дном ширине 57 м, два вештачка насипа висине по 14 м и системом камених одбрамбених зидова дебљине 1,2 м у функцији одбијања вода што су се ту уливале у Дунав. Само три године касније окончани су и радови на грандиозном Трајановом мосту, сазиданом на 20 камених стубова над водом и 1127 метара растојања од дачког до мезијског обалног потпорног стуба, од чега преко самог речног корита 1071 м.
Године 1896. прокопан је Сипски канал за пароброде са дубљим газом, дуг 1834 м, са два насипа дужине 2650 и 2000 метара, широких 80 м, дубине 3 м, након одстрањења 380.000 м³ стена. Стране канала поплочане су тврдим кречњаком. У радовима је учествовало 9000 радника, са 40 инжењера. Као помоћна вуча за пловидбу каналом коришћени су брод или снажне локомотиве.
За рибарство, трговину и привреду уопште праву благодет представљали су потенцијали следећих дунавских острва у окружењу: Оградина, Ада Кале, Црквиште, Конак, Пупаза, Гол, Ада Караташ, Давидовачко острво, Дудаш, Шимијан, Корбовско острво, Пишман Ада, Велико острво...Углавном услед тежњи освајача да и на тај начин документују како историја од њих почиње острвима су неретко мењана имена, па су се звала и Губавац, Симион, Алваџијска ада, Армут ада, Пиринчано острво, Крвава врба или Канлисућут, Беговска ада, Ада Кебир, Дуцепратум, Бану, Гура Ваи, Саан...
Премда још од средњовековног доба на гласу по црном кавијару, у свету врло цењеном почев од двадесетих година прошлога века од када је припреман према рецептури руског царског генерала Лава Денеге, затим по улову и преради рибе- нарочито оних из рода моруна, јесетра, сима, паструге, кечиге-, овај крај као гранично подручје био је много времена излаган изузетно тешким условима преживљавања. Један од кладовских специјалитета против глади било је мешање брашна са прахом истуцаних дунавских и барских шкољки, како званична историја бележи још 1834. г. Такви животни услови начинили су од Кладовљана вредне и истрајне делатнике, које је западна Европа у време Титове владавине дочекала као одличан извор гомилања профита у лику тзв. гастарбајтера.
На висоравни Малог Штрпца у атару Голог Брда настало је почетком двадесетог века кроз низ укрштања, штрбачко говече, једнобојно, са основном бојом црвеном, жутом и сивом, са кратким и чврстим ногама, наглашеним тетивама, краћим вратом и широком главом, са роговима у облику лире и врховима повијеним уназад. Када се налази под теретом добија се утисак чврстине и способности тела, као да је ногама из земље израсло- утисак је који ова врста оставља нарочиту при транспорту терета из Мирочких шума.
Јосиф Панчић је овде 1868. г. идентификовао биљну врсту Stachys chrysophaea, typus Kladovo, Pancic 8436, 1868, BEOU - биљка јако променљива у одећи, дужини лишћа, величини цвета, којим речима се, као и оним које карактеришу стаменост и упорност оригиналног примерка фауне, могу симболично представити одлике живља кладовског краја, додуше не као такође његов проналазак Српска рамонда или Мали феникс чији је један примерак након што је лист хербаријума у ком је чамио годину и по дана случајно преливен водом 1928. г, изнова почео цветати.
Године 1972. окончани су радови на изградњи хидроенергетског и пловидбеног система Ђердап, који је услове пловидбе значајно унапредио са две бродске преводнице, а Србији и Румунији доноси милијарде киловата електричне енергије.
Саобраћај је и даље жила куцавица кладовске регије. Још у периоду успона римског царства, почетком нове ере, један од великих подухвата било је повезивање мрежом путева западног дела империје и Црног мора правцем који је обухватао и ђердапско Подунавље као витални сегмент. Сведочанства о подвизима Римљана на том плану садржана су у натписима на римским царским таблама: Тиберијевим, из 33/34 г.н.е, Клаудијевом, из 43/44. или 46. г, Домицијановим, из 92/93 и Трајановом из 100. г. Део трасе овог пута био је у функцији и 1690. г, када је на походу од Београда ка Видину Мустафа паша Ћуприлић растојање од Пореча до Брзе Паланке прешао за 9 сати хода. Нова путна мрежа успостављена је за време владавине кнежева Милоша и Михаила Обреновића. Релација Велико Градиште- Голубац- Доњи Милановац- Кладово проглашена је за државни пут 1936. г. По сећању Богољуба Стојановића, једног од планера новог водопривредног система, Узани, кривудави пут са коловозом ваљаног застора, ширине једва два или два ипо метра, био је једина танана нит која је повезивала овај крај, планинске врлети око велике реке с плодном равницом. Ту нит Дунав је повремено прекидао, односећи њене делове у неповрат. У зиму мраз, у лето бујице кидале су ту једину везу са светом. Након изградње ХЕПС Ђердап, додатним радовима 1985.г. финализована је Ђердапска магистрала, паралелна друмска артерија у односу на речни саобраћај, аутентична туристичка атракција са Голубачком тврђавом, Лепенским виром, остацима кастела Елизабет, Хидроелектраном Ђердап, тврђавом Дијана (Занес) и Националним парком Ђердап.
Туризам спада у перспективне кладовске привредне гране. Најстарији податак о туристичком боравку у Кладову односи се на на посету књегиње Оливере, кћери кнеза Лазара Хребељановића, од 1403. Ханс Кристијан Андерсен као кладовски гост крајем треће деценије 19. века оставио је ванредно леп опис Ђердапа. Из новијег доба значајне су посете Иве Андрића, из којих је неколико детаља унето и у његове приповетке. Данас је туристичка понуда базирана на пословању два елитна хотела, изузетним природним лепотама и издашном културном благу.
Име Кладово у свету се прочуло по најбољем кавијару, овде справљаном још у време владавине Римљана. Најтраженији производ је Белуга Блек Ројал - кавијар од моруне, рибе дуговечније од човека, чији су највећи примерци премашивали 1500 кг тежине и 7 м дужине. Састојци као пантенолска киселина, фолна киселилна, витамини Б2, Б6, Б12 доносе му имиџ еликсира младости, нарочито поспешиван раних седамдесетих пошто је, како се овде сматра, чувени румунски фармаколог Ана Аслан његову формулу пренела у синтетички лек за успоравање старења, у свету познати Геровитал. Особеност кладовском кавијару давао је природни конзерванс, вероватно са главним састојком бораксом, услед чије употребе производ има изузетан укус, арому, без горчине или киселости, са пријатном деликатном нијансом сланоће у надвременској хармонији са рафинираном слашћу кремасте супстанце, ослобођене прскањем зрна при конзумирању. После Првог светског рата рецептура и производња најбољег кавијара били су у рукама руског емигранта генерала Лава Дејнеге и његове супруге Вере. Пре тога икра из рибе уловљене у Кладову и околини је на најквалитетнији начин прерађивана у суседној прекодунавској Оршави, од стране јеврејског предузетника Емила Екштајна, чија се робна марка називала Астрахан- црни кавијар.
Ана Зумбуловић сачинила је запис о ретком природном феномену везаном за Кладово: Лети, у ведра мирна повечерја, сунчева кугла над Кладовом постане огромна и ватрено ужарена. Тада као кроз велику стаклену призму долази до преламања сунчевих зрака, што ствара дугу изнад воде. И дугине боје накратко обасјају сав предео и место, дрвеће, фасаде кућа, људе. Те нереалне фантастичне шарене дугине боје титрају по свима као да су учесници у некој дивотној сценографији са разнобојним рефлекторима.
Кладову најлепше пристају речи Јудите Шалго: Овај град је џиновски брод, насукан на обалу реке; његове машине даноноћно раде пуном паром, са обале непрекидно налећу нови путници, пристижу нови товари, по палуби се ковитла и по буџацима таложи песак са околних брда, једнако се нешто прави, поправља и руши, али брод никако да крене.

## Историја
Кладово је у ранијим вековима био утврђени град, чији остаци се налазе непосредно пре уласка у савремени град идући Ђердапском магистралом у правцу од Доњег Милановца ка Кладову, и то прво на потесу данашњег бродоградилишта 500 метара узводно од тврђаве Фетислам, на обали Дунава, а потом и у самој тврђави. Најстарији трагови насеља пронађени су на локалитету данашње циглоцрепане у насељу Пемци, некадашње место Крвава бара. Овде је пронађена ванредно занимљива фигура античког бога Дагона, са главом у облику Сунца и телом прекривеним рибљом крљушти. У кладовском атару налазе се фасцинантни споменици римске културе-Трајанов мост, 5 km низводно од града и остаци Трајановог пловидбеног канала на Дунаву, потопљени услед изградње Хидроенергетског и пловидбеног система Ђердап 1971. године. У близини хидроелектране још постоје остаци одбрамбеног система Форт Елизабет подигнутог од стране Аустријанаца у 18. веку, а преко пута њега све до 1971. године егзистирало је знаменито острво Ада Кале. Најстарији прописи који помињу ово место односе се на царинску процедуру и датирају из 1588. г. Током српске аутономне управе, у кладовској царинарници службовали су Вук Стефановић Караџић, Капетан Миша Анастасијевић, Сима Милутиновић Сарајлија, Лазар Арсенијевић Баталака.
За ослобођење града од турске власти борили су се Старина Новак, Стефан Продан Штета, Хајдук Вељко Петровић, Хајдук Гика... да би 1867. г. након офанзивне дипломатске политике Михаила Обреновића тврђава Фетислам била предата Србима на управу а Елизабетфорт сравњена са земљом. Тим поводом као Дан града прославља се 26. април, када су представници српске суверене власти ушли у дотадашњу турску тврђаву након доношења султановог фермана о његовој предаји. Већ 1871. г. Светозар Марковић написао је Београд је Србији Кладово, по некима афирмишући сродне спољнотрговинске, хидро и саобраћајне потенцијале два подунавска места, по другима са алузијом на његов тада најупечатљивији знамен- велику страхотну казнионицу - тамницу.
Године 1839. у Кладову - по Јоакиму Вујићу "приличном селу", било је око 70 домова са око 400 становника. Ту се налазио аустријски агент за пролаз пароброда Леман.
Кладово је у Краљевини Србији било седиште Кључког среза, у оквиру Крајинског округа (седиште Неготин). У Краљевини СХС, Крајински округ је спојен са Тимочким у Тимочку област (сед. Зајечар), која 1929. постаје део Моравске бановине (сед. Ниш).
Из овог краја велики миграциони таласи водили су ка данашњој Румунији и натраг, углавном поводом ратних разарања, прогона становништва, због нехуманих услова живљења. Стравични злочини Турака према Србима приликом освајања Кладова августа 1813, резултирали су и продајом злостављаних жена и деце прекодунавским Власима, како је забележио аустријски извештач Ваберер. У новијој историји област Кладова позната је као место у коме су све до 1989. године завршавани бројни покушаји држављана земаља Источног блока да се бежањем преко Дунава домогну спасења у некој од западноевропских земаља или Америци. Многи од њих, a жртве се мере хиљадама, убијени су приликом бекства од стране румунских пограничних јединица или су их југословенске власти враћале у Румунију где су излагани злостављањима (према: Милан Петровић, Марина Константиноју, Ранко Јаковљевић). Њихови гробови на српској страни Дунава, иако без имена и белега, једини су преостали материјални трагови суживота два режима.
Кладово је у доба СФРЈ поседовало: радионицу за производњу дугмади од дунавских шкољки, Рибарско газдинство Ђердап, фабрику вијчане робе ФАВРО, пољопривредни комбинат Кључ, фабрику трикотаже Тимочанка, потом Напредак, огранке МКС Смедерево, Галенике Београд, Фабрике кристала Зајечар, Тимоградње Зајечар, Пољотехне Неготин, Сипску локомотивску вучу од 1964. г. бродоремонтну радионицу прераслу у бродоградилиште, које је од увођења санкција СБ Уједињених нација стагнирало а данас је јак индустријски комплекс у страном власништву Рајн Данубе Јард.
Родбинским везама са овим крајем повезани су Сава Текелија, управитељ Кнез Милошевих имања у Влашкој Анастас Армаш, етнолог Радован Казимировић, предратна примабалерина Наташа Бошковић, некадашњи дописник Политике из Москве и Лондона Петар Поповић, Ненад Јанковић -- Др. Неле Карајлић из Забрањеног пушења, глумци Димитрије Гинић, Светислав Гонцић, Александар Горанић, Васа Спасојевић, Небојша Ђорђевић, Душица Синобад, Срђан Симић, Дарко Перић, филмска редитељка Ивана Младеновић...
Овде су неко време живели: Филип де ла Ренотијери де Ферари, филантроп, филателиста, власник бродске агенције у Кладову, Михаило Мерћеп, пионир српске авијације, Милан Капетановић, архитекта, Живојин Мишић, војвода, Станислав Краков, писац и режисер, Лев Дејнега, руски царски генерал, балерина Викторија Хоризонтова, Хаим Шацкер професор историје на Универзитету Хаифа, Ернест Ден Ланер, бригадни генерал израелске армије,Цадик Данон, дипломата, Глигорије Зајечарановић, ректор Универзитета у Нишу...

## Кладово данас
На подручју Кладова налазе се
- стубови Трајановог моста уз античко насеље Понтес
- Трајанова царска табла код деонице истоименог пута
- римски војни логор Диана (Diana)
- остаци аустријске тврђаве Елизабетфорт
- турска тврђава Фетислам
- Српски манастир Свете Тројице
- Споменик Кочи Анђелковићу и његовим саборцима, погинулим 1788. г. у борбама против Турака, рад Момира Коруновића
- Национални парк Ђердап са заштићеним резерватом флоре и фауне, мноштвом пећина и ванредно лепим природним амбијентом
- два мала вештачка језера у склопу шеталишног комплекса
- Градска библиотека основана 1873. године, у оквиру Дома културе уређеног по пројекту архитекте Марија Јобста
- Гимназија, од 1938. г.
- Археолошки музеј Ђердапа, по пројекту архитекте Марија Јобста
- градска чаршија претворена у пешачку зону, са очуваним староварошким фасадама приземних кућа, низом кафића са летњим баштама
- робно- путничко пристаниште уз капетанију, царинску и полицијску постају
- велика марина ситуирана између Старог града и варошког језгра, намењена пловилима за одмор и разоноду и рибарским чамцима
- зелена пијаца у рустичном стилу са рибарницом снабдевеном свежом рибом, продавцима домаћег меда, производа народне радиности, шећерних лубеница, свежег меса
- Хидроелектрана "Ђердап", са двостепеном бродском преводницом
- Управна зграда ХЕ Ђердап у улици Краља Петра, ауторско дело архитекте Иве Куртовића
- Царинарница Кладово, надлежна за подручје 15 политичких општина и три регије, укључујући дунавски ток од Великог Градишта до Прахова и сувоземну границу према Бугарској од Мокрања до Вршке Чуке
- Дом здравља, изграђен по пројекту архитекте Владе Славице
- Институт за радиологију и онкологију,
- Спортско рекреативни центар „Језеро“, по пројекту архитекте Марија Јобста
- савремено опремљено затворено стрелиште у Брзој Паланци
- Омладински спортски камп Караташ са затвореним базеном и халом за мале спортове
- споменик оцу српске писмености Вуку С Караџићу, рад кладовског вајара Зорана Николића
- хотели „Ђердап“ и Аква Стар на обали Дунава са уређеним кејом, шеталиштима, дугом пешчаном плажом
- споменици палим ратницима у Првом светском рату (1923[2]), жртвама нацизма- рад Градимира Алексића, жртвама НАТО агресије, жртвама Кладовског транспорта у Другом светском рату- рад Мими Бихаљи Вучковић
- Галерија слика Бранка Станковића са мотивима потопљеног подручја због изградње ХЕПС Ђердап- у реконструкцији
- Спомен плоча посвећена римском цару Трајану и дачанском владару Децебалу
- Избеглички камп страдалника из ратних збивања деведесетих година прошлог века, живо сведочанство катастрофалних балканских политика

Нововековни развој града обележио је Хидроенергетски и пловидбени систем Ђердап са једном од највећих европских хидроелектрана. Посебне туристичке атракције су шетње Дунавом до адакалске тврђаве, дислоциране на острво Шимијан крај Трајановог моста, риболов и обиласци богатих спелеолошких објеката. Место је у свету познато по саобраћајним и електроенергетским ресурсима, бурној историји, ванредним природним лепотама, гостољубивости и отворености својих грађана.

## Демографија
У насељу Кладово живи 6835 пунолетних становника, а просечна старост становништва износи 46,01 година (44,29 код мушкараца и 47,60 код жена). Према подацима пописа из 2022. у насељу има 3463 домаћинства, а просечан број чланова по домаћинству је 2,34. У насељу по попису из 2022. има 5266 стана од којих је 3700 насељених.
Ово место је углавном насељено Србима (према попису из 2002. године). Без обзира на то, претежан део становништва говори влашки језик баштинећи влашку културу и традицију.
|             | \| Демографија[5] \| Демографија[5] \| Демографија[5] \| \| Година \| Становника \| Становника \| \| -------------- \| -------------- \| -------------- \| \| 1948. \| 2.128 \| \| \| 1953. \| 2.336 \| \| \| 1961. \| 2.683 \| \| \| 1971. \| 6.957 \| \| \| 1981. \| 8.325 \| \| \| 1991. \| 9.626 \| 9.330 \| \| 2002. \| 9.142 \| 9.708 \| \| 2011. \| 8.869 \| \| \| 2022. \| 8.171 \| \| |            |
| Демографија | |            |
| Година      | Становника | Становника |
| 1948.       | 2.128 |            |
| 1953.       | 2.336 |            |
| 1961.       | 2.683 |            |
| 1971.       | 6.957 |            |
| 1981.       | 8.325 |            |
| 1991.       | 9.626 | 9.330      |
| 2002.       | 9.142 | 9.708      |
| 2011.       | 8.869 |            |
| 2022.       | 8.171 |            |

| Етнички састав према попису из 2002.‍ | Етнички састав према попису из 2002.‍ | Етнички састав према попису из 2002.‍ | Етнички састав према попису из 2002.‍ | Етнички састав према попису из 2002.‍ |
| ------------------------------------ | ------------------------------------ | ------------------------------------ | ------------------------------------ | ------------------------------------ |
|                                      |                                      |                                      |                                      |                                      |
| Срби                                 | Срби                                 |                                      | 8.074                                | 88,31%                               |
| Црногорци                            | Црногорци                            |                                      | 510                                  | 5,57%                                |
| Власи                                | Власи                                |                                      | 112                                  | 1,22%                                |
| Румуни                               | Румуни                               |                                      | 67                                   | 0,73%                                |
| Македонци                            | Македонци                            |                                      | 37                                   | 0,40%                                |
| Југословени                          | Југословени                          |                                      | 30                                   | 0,32%                                |
| Хрвати                               | Хрвати                               |                                      | 19                                   | 0,20%                                |
| Муслимани                            | Муслимани                            |                                      | 12                                   | 0,13%                                |
| Мађари                               | Мађари                               |                                      | 11                                   | 0,12%                                |
| Бугари                               | Бугари                               |                                      | 9                                    | 0,09%                                |
| Роми                                 | Роми                                 |                                      | 8                                    | 0,08%                                |
| Словенци                             | Словенци                             |                                      | 4                                    | 0,04%                                |
| Украјинци                            | Украјинци                            |                                      | 3                                    | 0,03%                                |
| Немци                                | Немци                                |                                      | 2                                    | 0,02%                                |
| Бошњаци                              | Бошњаци                              |                                      | 2                                    | 0,02%                                |
| Чеси                                 | Чеси                                 |                                      | 1                                    | 0,01%                                |
| Руси                                 | Руси                                 |                                      | 1                                    | 0,01%                                |
| непознато                            | непознато                            |                                      | 61                                   | 0,66%                                |

| Година пописа     | 1948. | 1953. | 1961. | 1971. | 1981. | 1991. | 2002. |
| ----------------- | ----- | ----- | ----- | ----- | ----- | ----- | ----- |
| Број домаћинстава | 634   | 698   | 807   | 2.296 | 2.622 | 3.067 | 3.155 |

| Број чланова      | 1   | 2   | 3   | 4   | 5   | 6  | 7  | 8 | 9 | 10 и више | Просек |
| ----------------- | --- | --- | --- | --- | --- | -- | -- | - | - | --------- | ------ |
| Број домаћинстава | 584 | 750 | 680 | 815 | 237 | 67 | 16 | 2 | 2 | 2         | 2,90   |

| Пол    | Укупно | Неожењен/Неудата | Ожењен/Удата | Удовац/Удовица | Разведен/Разведена | Непознато |
| ------ | ------ | ---------------- | ------------ | -------------- | ------------------ | --------- |
| Мушки  | 3.747  | 1.196            | 2.332        | 98             | 117                | 4         |
| Женски | 4.005  | 858              | 2.352        | 538            | 251                | 6         |
| УКУПНО | 7.752  | 2.054            | 4.684        | 636            | 368                | 10        |

| Пол    | Укупно                    | Пољопривреда, лов и шумарство | Рибарство                            | Вађење руде и камена | Прерађивачка индустрија       |
| ------ | ------------------------- | ----------------------------- | ------------------------------------ | -------------------- | ----------------------------- |
| Мушки  | 1.879                     | 65                            | 10                                   | 0                    | 297                           |
| Женски | 1.400                     | 40                            | 9                                    | 0                    | 143                           |
| УКУПНО | 3.279                     | 105                           | 19                                   | 0                    | 440                           |
| Пол    | Производња и снабдевање   | Грађевинарство                | Трговина                             | Хотели и ресторани   | Саобраћај, складиштење и везе |
| Мушки  | 460                       | 123                           | 186                                  | 71                   | 99                            |
| Женски | 121                       | 16                            | 253                                  | 84                   | 28                            |
| УКУПНО | 581                       | 139                           | 439                                  | 155                  | 127                           |
| Пол    | Финансијско посредовање   | Некретнине                    | Државна управа и одбрана             | Образовање           | Здравствени и социјални рад   |
| Мушки  | 24                        | 33                            | 191                                  | 61                   | 90                            |
| Женски | 51                        | 28                            | 105                                  | 133                  | 301                           |
| УКУПНО | 75                        | 61                            | 296                                  | 194                  | 391                           |
| Пол    | Остале услужне активности | Приватна домаћинства          | Екстериторијалне организације и тела | Непознато            | Непознато                     |
| Мушки  | 66                        | 0                             | 0                                    | 103                  | 103                           |
| Женски | 44                        | 0                             | 0                                    | 44                   | 44                            |
| УКУПНО | 110                       | 0                             | 0                                    | 147                  | 147                           |

### Религија
Први забележени религијски кораци огледали су се у политеизму, када су омиљене животиње-тотеми углавном биле ластавице, дивље пловке, голубови, али и у неговању култова божанстава светлости, манифестованих симболима сунца у култури Лепенског човека, кукастим крстовима, затим Дагона, преко Аполона и Дијане, персијског Митре чија светилишта су постојала у Текији и Брзој Паланци. Са Караташа потиче натпис у камену исклесан у славу Трачког коњаника, од неких истраживача омашком тумачен као посвета Тоту, староегипатском богу писмености. Сматра се да и антички назив Занес за насеобину уз данашње Кладово- знану и као римска Дијана, потиче од веровања у Зевса. Од римских богова постоје остаци споменика подигнутих у славу Јануса, Јупитера Долихена, Меркура, Нептуна, Венере, Дијане... Следе поштовања култова словенског Велеса, и исламског мистицизма оличеног у накшибендијском дервишком реду. Ранг светог човека поседовао је Мишкин Баба,последњи принц династије Саманида, имам са острва Ада Кале, приспео овде чак из азијске Бухаре, коме су приписиване чудотворне моћи излечења. Његов гроб измештен је на острво Шимијан у близини Трајновог моста.
Верује се да је као успомена на лик и дело Светог Саве изнад старе Текије од давнина стајао мермерни бели крст.
Православно хришћанство одавде је ширио Никодим Тисмански, крајем 14. века, оснивач манастира Манастирица. Његов празник СПЦ слави 8. јануара.
На данашњем месту, усред града, црква је постојала још од 1736. године. Нова црква саграђена је 1856—1862. године, тако да се својим кубетом и торњем издиже изнад насеља и даје месту врло леп изглед, како са Дунава, тако и са пута који води из Брзе Паланке. Темељи нове цркве освећени су 25. јуна 1856. године. Турци су се међутим 1857. године бунили што Срби граде храм, а њихов протест је преко видинског паше, стигао до султана у Цариграду.
Први помен о свештеницима кладовским јесте име архимандрита от Кладова који је био члан Карловачког сабора 1726. г.
Црква кладовска из редова верника имала је своје приложнике и добротворе. Јован Симић, трговац овдашњи, заветовао је цркви свој дућан у главној улици; Фота Динуловић, родом из Текије, подигао је на земљишту легатора Симића кафану коју је за случај смрти уступио цркви. Јован и Марија Марковић завештали су за српску сирочад Цркви дућан с плацем, данас галерија у старом градском језгру. Ђорђе и Јованка Михаиловић поклонили су звоно од 150 кг, а браћа Белићи звоно од 210 кг. За време бугарске окупације у Првом светском рату значајне црквене реликвије сачуване су заслугом Димитрија Васића- Митранчета. У новије време својом потпором улепшавању храма Св. Георгија Победоносца нарочито доприносе Др. Ивана и Драган Станковић, скупа са мноштвом приложника родом из Кладова и околине.
Градска слава је Спасовдан.
Поред православних хришћанских обреда, неки религиозни становници Кладова столећима практикују читав низ прастарих обреда везано за култ мртвих, култове здравља и плодности.

## Спорт
Кладово је знаменити међународни спортско-туристички центар за такмичарске припреме, организовање врхунских манифестација из домена рекреативних активности и физичке културе. У развојним плановима посебно место заузимају спортови на води и школски спорт. Нарочито су атрактивни, због богатих ловних подручја, спортски лов и риболов. Половином 20. века Кладово је имало светског првака у риболову на пловак и освајача Купа Италије Тому Јаковљевића. Од неолимпијских спортова у тренду су ронилачки спортови, оријентиринг, спортско пењање. Спортска спелеологија и пењање у Кладову и Ђердапу располажу најлешим природним ресурсима које знатижељницима стављају на увид искусни познаваоци терена, међу њима истраживачи Жељко Живковић, Чедомир Житаревић, Димитрије Сингуриловић...
Аутентични спортски јунак новог доба је Кладовљанин Немања Крстић, кошаркашки репрезентативац, млада звезда Мега Визуре.
- ФК Ђердап
- ОК Ђердап
- ФК Бродоремонт Кладово

## Познати Кладовљани
На подручју Кладова су рођени
- Један од родоначелника савремене српске дипломатије и уставобранитељ Аврам Петронијевић, 1791. Текија-1852. Цариград
- вајар Михаило Томић, 1902. Кладово- 1995. Београд, аутор скулптура Чувари саркофага цара Душана у цркви Св. Марка Београд, Корњача са теразијске фонтане, Дечак са свиралом, Нимфе, Гардаџије, Беште Турци ево Вељка
- композитор Ђорђе Маринковић, 1891. Корбово - 1977. Париз, аутор култне песме Тамо далеко,
- генерал Војске Краљевине Југославије Војин Максимовић, 1875. Кладово - 1942. Линген, Немачка. Начелник штаба 1. српске добровољачке дивизије у Добруџи, од 1923. г. редовни професор историје ратне вештине на Војној академији
- Вељко Рамадановић, 1874. Корбово- 1943. Београд, аутор српске верзије Брајевог писма, пионир заштите лица са посебним потребама у Србији,
- вајар Градимир Алексић, 1922. Београд, родом из Кладова, аутор Будванске плесачице, биста: Браћа Барух у истоименој београдској школи и Јован Скерлић на Калемегдану
- патолог академик Војислав Вузевски, 1932. Кладово- 1999. Ротердам, радио на Институту за клиничку патологију Еразмус Универзитета Ротердам, гостујући предавач на Медицинском факултету у Београду, члан Македонске академије наука и Српске академије наука
- др. Александар Ћордић, 1934. Кладово, професор и дугогодишњи декан Дефектолошког факултета у Београду, докторанд Карловог универзитета у Прагу
- филозоф Драган Јаковљевић, рођен 1953. г, редовни професор Универзитета, писац књига Религије и вредности, Сазнање, толеранција, вера, Примењена етика, Савремена филозофија морала, Erkenntnisgestalten und Handlungsanweisungen
- глумац Светислав Буле Гонцић, рођен 1960. године у Кладову, познати српски позоришни, телевизијски и филмски глумац
- уметник фотографије и дигиталних медија Весна Павловић, рођена 1970.г. у Кладову, професор на Вандербилт универзитету у Тенесију САД